# Aldo Barberito
Aldo Barberito (* 7. Mai 1925 in Rom; † 12. Januar 1985 ebenda) war ein italienischer Schauspieler.

## Leben
Barberito war nach Theaterauftritten seit 1959 am „Teatro Parioli“ in Rom Charakterdarsteller in etwa 30 Filmen, vor allem Kriminalfilmen und Italowestern, zwischen 1961 und 1980, in denen er oft verzagte, weinerliche Figuren oder Priester gab. Auch als Fernsehschauspieler, Synchronsprecher, oftmals bei Zeichentrickserien eingesetzt, und gelegentlicher Synchronregisseur war er aktiv.

## Filmografie (Auswahl)
- 1965: La donna de fiori (Fernseh-Miniserie)
- 1970: Django und Sabata – wie blutige Geier (C'è Sartana… vendi la pistola e comprati la bara!)
- 1971: Ein Hallelujah für Camposanto (Gli fumavano le colt… lo chiamavano Camposanto!)
- 1971: Man nennt mich Halleluja (Testa t'ammazzo, croce… sei morto. Mi chiamano Alleluja)
- 1971: Der Mörder des Klans (Prega il morto e ammazza il vivo)
- 1972: Beichtet Freunde, Halleluja kommt (Il West ti va stretto, amico… è arrivato Alleluja)
- 1972: Ein Halleluja für Spirito Santo (Un oomo avvisato mezzo ammazzato… Parola di Spirito Santo)
- 1972: Das Rätsel des silbernen Halbmonds (Sette orchidee macchiate di rosso)
- 1973: Die ehrenwerte Familie (L'onorata famiglia - Uccidere è cosa nostra)
- 1975: Die Viper (Roma a mano armata)
- 1976: Cop Hunter (Italia a mano armata)
- 1977: Die Gangster-Akademie (La banda del trucido)
- 1978: Die große Offensive (Il grande attacco)